# Lliga catalana de bàsquet masculina 1981-1982
La Lliga catalana de bàsquet masculina 1981-1982 fou la segona edició de la competició. Se celebrà des del 12 de setembre fins al 29 d'octubre de 1981 i fou organitzada per la Federació Catalana de Basquetbol. Hi participaren sis equips, la majoria dels quals participants de la Lliga espanyola de bàsquet. Es disputà en dues fases, una primera en format de lligueta, i una segona, en format d'eliminació directa. La final se celebrà el 29 d'octubre al Palau Municipal d'Esports de Barcelona.
El torneig fou patrocinat per Banco Condal, que finançà la competició de Primera divisió amb un import de 4,8 milions de pessetes.
La final entre Barça i la Penya fou un èxit que va omplir el pavelló com la final anterior.

## Clubs participants
- Cotonifici Badalona
- Futbol Club Barcelona
- Areslux Granollers
- Club Joventut Badalona
- Bàsquet Manresa
- Club Esportiu La Salle Bonanova

## Fase regular
Es classificaren per la següent fase els quatres primers classificats la fase regular, el FC Barcelona, l'Areslux Granollers, el Joventut de Badalona i el Cotonifici Badalona.
| Pos | Equip                | PJ | G | P | PF  | PC  | DP  | Pts |  | FCB    | GRA    | CJB    | CCB   | MAN    | SAL   |
| --- | -------------------- | -- | - | - | --- | --- | --- | --- |  | ------ | ------ | ------ | ----- | ------ | ----- |
| 1   | FC Barcelona         | 6  | 6 | 0 | 596 | 501 | +95 | 12  |  | —      | 97–66  | 100–97 | 91–87 | —      | —     |
| 2   | Areslux Granollers   | 6  | 3 | 3 | 524 | 467 | +57 | 6   |  | 75–86  | —      | —      | —     | 118–84 | 89–72 |
| 3   | Joventut de Badalona | 6  | 3 | 3 | 565 | 524 | +41 | 6   |  | —      | 90–68  | —      | —     | 98–76  | 84–96 |
| 4   | Cotonifici Badalona  | 6  | 3 | 3 | 480 | 512 | −32 | 6   |  | —      | 38–108 | 94–83  | —     | 86–64  | —     |
| 5   | Bàsquet Manresa      | 6  | 2 | 4 | 492 | 568 | −76 | 4   |  | 80–105 | —      | —      | 90–85 | —      | 98–76 |
| 6   | CE La Salle Bonanova | 6  | 1 | 5 | 506 | 591 | −85 | 2   |  | 96–117 | —      | 90–113 | 76–90 | —      | —     |

## Fase final

### Quadre de competició
|  | Semifinals           | Semifinals           | Semifinals           |                        |              | Final | Final | Final |
|  |                      |                      |                      |                        |              |       |       |       |
|  | 4 i 10 d'octubre     |                      |                      |                        |              |       |       |       |
|  |                      |                      |                      |                        |              |       |       |       |
|  | Cotonifici Badalona  | 75                   | 80                   |                        |              |       |       |       |
|  | Cotonifici Badalona  | 75                   | 80                   | 29 d'octubre 20:30 CET |              |       |       |       |
|  | FC Barcelona         | 64                   | 92                   |                        |              |       |       |       |
|  | FC Barcelona         | 64                   | 92                   | FC Barcelona           | FC Barcelona | 92    |       |       |
|  | 4 i 10 d'octubre     |                      |                      | FC Barcelona           | FC Barcelona | 92    |       |       |
|  |                      | Joventut de Badalona | Joventut de Badalona | 87                     |              |       |       |       |
|  | Joventut de Badalona | Joventut de Badalona | Joventut de Badalona | 87                     | 79           | 86    |       |       |
|  | Joventut de Badalona |                      |                      |                        | 79           | 86    |       |       |
|  | Areslux Granollers   | 74                   | 86                   |                        |              |       |       |       |
|  | Areslux Granollers   | 74                   | 86                   |                        |              |       |       |       |

### Semifinals

#### Anada
| 4 d'octubre de 1981 Crònica | Cotonifici Badalona                | 75–64 | FC Barcelona   | Pavelló del CB Sant Josep, Badalona Àrbitres: Bagué i Berdonces |
| 4 d'octubre de 1981 Crònica | Resultat per meitats: 42–38, 33–36 |       |                | Pavelló del CB Sant Josep, Badalona Àrbitres: Bagué i Berdonces |
| 4 d'octubre de 1981 Crònica | Pts: Jackson 22                    |       | Pts: Hansen 19 | Pavelló del CB Sant Josep, Badalona Àrbitres: Bagué i Berdonces |

| 4 d'octubre de 1981 Crònica | Joventut de Badalona               | 79–74 | Areslux Granollers | Pavelló d'Ausiàs March, Badalona Àrbitres: Marcé i Galeron |
| 4 d'octubre de 1981 Crònica | Resultat per meitats: 42–32, 37–42 |       |                    | Pavelló d'Ausiàs March, Badalona Àrbitres: Marcé i Galeron |
| 4 d'octubre de 1981 Crònica | Pts: López Rodríguez 22            |       | Pts: Hollis 31     | Pavelló d'Ausiàs March, Badalona Àrbitres: Marcé i Galeron |

#### Tornada
| 10 d'octubre de 1981 Crònica | FC Barcelona                       | 92–80 | Cotonifici Badalona | Palau Blaugrana, Barcelona Àrbitres: Pardo i Ollero |
| 10 d'octubre de 1981 Crònica | Resultat per meitats: 49–38, 43–42 |       |                     | Palau Blaugrana, Barcelona Àrbitres: Pardo i Ollero |
| 10 d'octubre de 1981 Crònica | Pts: Ansa 34                       |       | Pts: Jackson 29     | Palau Blaugrana, Barcelona Àrbitres: Pardo i Ollero |

| 10 d'octubre de 1981 Crònica | Areslux Granollers                                     | 86–86 | Joventut de Badalona | Pavelló del CB Granollers, Granollers Àrbitres: Mas i Puigprat |
| 10 d'octubre de 1981 Crònica | Resultat per meitats: 38–37, 38–34. Pròrroga/es: 10-15 |       |                      | Pavelló del CB Granollers, Granollers Àrbitres: Mas i Puigprat |
| 10 d'octubre de 1981 Crònica | Pts: Hollis 27                                         |       | Pts: Margall 21      | Pavelló del CB Granollers, Granollers Àrbitres: Mas i Puigprat |

## Final
| 29 d'octubre de 1981 20:30 CET Crònica | FC Barcelona                       | 92–87 | Joventut de Badalona | Palau Municipal d'Esports, Barcelona Assistència: 8.000 espectadors Àrbitres: Marcé i Bagué |
| 29 d'octubre de 1981 20:30 CET Crònica | Resultat per meitats: 46–45, 46–42 |       |                      | Palau Municipal d'Esports, Barcelona Assistència: 8.000 espectadors Àrbitres: Marcé i Bagué |
| 29 d'octubre de 1981 20:30 CET Crònica | Pts: Sibilio 34                    |       | Pts: Housey 26       | Palau Municipal d'Esports, Barcelona Assistència: 8.000 espectadors Àrbitres: Marcé i Bagué |

| FC Barcelona | Joventut de Badalona |

| #            | Pos   | Jugadora                  | Pts |
| ------------ | ----- | ------------------------- | --- |
| 4            | P     | Miguel Tarín              | N/D |
| 5            | A     | Juan Ramon Fernández      | N/D |
| 6            | AP    | Chicho Sibilio            | 34  |
| 7            | B     | Nacho Solozábal           | 2   |
| 8            | E     | Manuel Flores             | 2   |
| 9            | A     | Pedro Ansa                | 10  |
| 10           | B     | Joan Creus                | 2   |
| 11           | P     | Juan Domingo de la Cruz   | 19  |
| 12           | P     | Mike Phillips             | 11  |
| 15           | A     | Juan Antonio San Epifanio | 12  |
| Equip        | Equip | Equip                     | 92  |
| Entrenador   |       |                           |     |
| Antoni Serra |       |                           |     |

| Campió de la Lliga Catalana 1980-81 |
| ----------------------------------- |
| FC Barcelona Segon títol            |

| #           | Pos   | Jugadora                    | Pts |
| ----------- | ----- | --------------------------- | --- |
| 5           | AP    | José Antonio Querejeta      | 11  |
| 6           | A     | Juan Carlos López Rodríguez | 12  |
| 7           | A     | Josep Maria Margall         | 24  |
| 8           | A     | Jordi Villacampa            | N/D |
| 9           | P     | Arthur Housey               | 26  |
| 10          | B     | José Antonio Montero        | 0   |
| 11          | A     | Ernesto Delgado             | 8   |
| 12          | A     | Jordi Ribas                 | N/D |
| 15          | A     | Gonzalo Sagi-Vela           | 6   |
| Equip       | Equip | Equip                       | 87  |
| Entrenador  |       |                             |     |
| Manel Comas |       |                             |     |